# Aquabacterium commune
Aquabacterium commune es una especie de  bacteria gramnegativa del género Aquabacterium. Fue descrita en el año 1999, es la especie tipo. Su etimología hace referencia a común. Es aerobia y móvil por flagelo polar. Tiene un tamaño de 0,5 μm de ancho por 2-4 μm de largo. Forma colonias transparentes y lisas tras 10 días de incubación en agar R2A a 20 °C. Temperatura de crecimiento entre 6-34 °C. Se ha aislado de agua potable doméstica. 